# Détroit de Balabac
Le détroit de Balabac est un détroit de la mer de Sulu communiquant avec la mer de Chine méridionale. Il sépare l'île de Balabac (dans la province de Palawan, aux Philippines) des îles Balambangan et Banggi, situées au nord de Bornéo, et faisant partie de l'État malaisien de Sabah. Il est large de 49 kilomètres.